# Beňatina
Beňatina este o comună slovacă, aflată în districtul Sobrance din regiunea Košice. Localitatea se află la altitudinea de 406 m deasupra n.m., se întinde pe o suprafață de 18,64 km2 și în 2017 număra 186 de locuitori. Se învecinează cu Podhoroď și Inovce, Novoselîțea, Raionul Ujhorod, Koňuš, Choňkovce și Inovce.

## Istoric
Localitatea Beňatina este atestată documentar din 1333.

## Demografie
| An:                | 1994 | 2004    | 2014    | 2024    |
| ------------------ | ---- | ------- | ------- | ------- |
| Număr de persoane: | 300  | 257     | 197     | 168     |
| Diferență:         |      | −14,33% | −23,34% | −14,72% |

| An:                | 2023 | 2024   |
| ------------------ | ---- | ------ |
| Număr de persoane: | 170  | 168    |
| Diferență:         |      | −1,17% |